# Cnam Liban
 (janvier 2021).
Si vous disposez d'ouvrages ou d'articles de référence ou si vous connaissez des sites web de qualité traitant du thème abordé ici, merci de compléter l'article en donnant les références utiles à sa vérifiabilité et en les liant à la section « Notes et références ».
L’Institut supérieur des sciences appliquées et économiques - Cnam Liban (ISSAE - Cnam Liban), couramment appelé le Cnam Liban, est un établissement d’enseignement supérieur universitaire faisant partie de l’Université libanaise et associé au Conservatoire national français des arts et métiers (le Cnam, dont le siège est à Paris). Depuis sa création en 1968, l’ISSAE - Cnam Liban offre à ses auditeurs la possibilité de suivre des formations continues diplômantes accréditées en France et reconnues au Liban. L’ISSAE - Cnam Liban est le premier centre régional associé au Cnam à avoir été créé hors de France.

## Cadre institutionnel
C’est en 1968 que fut constitué par décret de la République libanaise no 10434 du
03/07/1968 [modifié par les décrets 3967, 4143, 4025 et 9687 respectivement du 31/03/1981, du 13/10/1993, du 10/10/2000 et du 28/12/2012], au sein de l’Université libanaise, l’Institut des sciences appliquées et économiques (ISAE) qui devient en 2012 l’ISSAE - Cnam Liban.
Selon l’article 3 du décret, l’ISSAE - Cnam Liban fonctionnera selon un accord spécial, soumis à l’approbation du ministre de l’Éducation et de l’Enseignement supérieur, entre trois partenaires : 
- l’Université libanaise,
- le Cnam
- et l’Association libanaise pour l’enseignement scientifique, technique et économique (Aleste).

### Relation avec l’Université libanaise
D’après le décret de sa création, l’ISSAE - Cnam Liban fonctionne, sous la tutelle de l’Université libanaise, « comme une unité académique et administrative jouissant d’une autonomie administrative et financière ». 
Il est supervisé par un Conseil d’administration présidé par le Président de l’Université libanaise. 
Son budget se constitue des droits d’inscription qu’il collecte de ses étudiants et des montants que l’Université libanaise lui réserve dans son budget ainsi que des subventions accordées par l’Aleste.

### Rôle du Cnam
Le Cnam supervise le fonctionnement du centre afin de garantir le respect de son propre règlement et des conditions de délivrance de diplômes en vigueur, par le biais :
- d’un contrôle du niveau des formations à travers les missions des professeurs responsables des spécialités concernées qui :
  - veillent au respect des programmes définis par les équipes pédagogiques du Cnam,
  - agréent les enseignants,
  - valident les sujets d’examens,
  - examinent les dossiers de demande des diplômes et de VES des auditeurs
  - et président les jurys de soutenance ;
- et d’une coordination pédagogique générale, exercée par un professeur correspondant.

## Mission
La mission principale de l’ISSAE - Cnam Liban est de promouvoir la formation continue, en permettant :
- d’une part, aux jeunes de s’intégrer directement dans le marché du travail tout en ayant la possibilité de poursuivre leur parcours académique
- et, d’autre part, aux employés, dans tous les secteurs, d’évoluer dans leurs professions tout en gardant leurs emplois.

## Formations proposées
Les sept départements de l’ISSAE - Cnam Liban assurent en formation continue les enseignements qui préparent à l’obtention des diplômes (allant du bac + 2 au bac + 5) ainsi que des certificats de compétences dans les filières suivantes :
- Génie informatique (avec des filières en informatique et en réseaux)[2] ;
- Génie électrique (avec des filières en électronique, en électrotechnique, en télécommunications et en électromécanique, conjointement avec le département Génie mécanique) ;
- Droit, Économie et Gestion (avec des filières en finance, en gestion, en comptabilité et en management) ;
- Génie mécanique (avec des filières en mécanique des structures, en énergétique et en électromécanique) ;
- Statistique (avec des filières en mathématiques appliquées et en mathématiques financières) ;
- Génie civil ;
- Bâtiment et Construction ;
- Génie des procédés ;
- Chimie industrielle et pétrolière.

Ces départements sont soutenus par une cellule de Langues et Communication et une autre de Sciences physiques et Mathématiques.
La cellule de Langues et Communication organise et développe l'enseignement des cours de langues (français et anglais) à Beyrouth et dans les centres d'enseignement et prépare les auditeurs pour réussir les tests de niveaux requis pour l’obtention de leurs diplômes : le diplôme d'études en langue française (DELF) et le Business Language Testing Service (BULATS). La cellule organise et développe aussi des modules de communication et d’expression préparant à la rédaction des rapports et mémoires.

## Centres d’enseignement
Afin de concrétiser la devise du Cnam d’un « enseignement ouvert à tous et partout » et dans le but de renforcer le développement équilibré, le Conseil d’administration de l’ISSAE - Cnam Liban a décidé, en 2004, d’élargir sa présence et son intervention dans le système de formation supérieure et professionnelle au Liban. 
Ainsi, l’ISSAE - Cnam Liban a créé des centres d’enseignements dans différentes régions libanaises en dehors de Beyrouth, en répondant à des besoins exprimés aussi par les municipalités dans ces régions et en collaboration avec elles.
Durant l’année 2004-2005, trois centres ont été créés à Baakline, Tyr (arrêté en 2009-2010) et Baalbek ; quatre autres ont suivi : à Tripoli en 2005-2006, à Ghazza en 2006-2007, à Bikfaya en 2007-2008 et le dernier en date était à Nahr Ibrahim en 2011-2012.
De ce fait, l’ISSAE - Cnam Liban a connu pendant ces huit dernières années une croissance exceptionnelle dans son histoire durant laquelle il est passé d’un centre unique à Beyrouth accueillant moins de 1 000 étudiants dans 6 filières à un réseau comportant sept centres d’enseignement accueillant près de 3 000 auditeurs (4 200 en 2008-2009) dans 11 filières. Cette croissance s’est produite dans un délai relativement court. L’ouverture de ces centres a été l’occasion pour faire passer, non sans difficultés, le concept de formation continue à un nouveau public, mais aussi, elle a imposé à l’Institut de s’adapter au travail en réseau.
| Centre [créé en]Filière [depuis] | Beyrouth [1971] | Baakline [2004] | Baalbek [2005] | Tripoli [2005] | Ghazza [2006] | Bikfaya [2007] | Nahr Ibrahim [2011] |
| -------------------------------- | --------------- | --------------- | -------------- | -------------- | ------------- | -------------- | ------------------- |
| Informatique [1971]              | oui             |                 | oui            | oui            |               | oui            | oui                 |
| Électronique [1971]              | oui             |                 |                |                |               |                |                     |
| Électrotechnique [1971]          | oui             |                 |                |                |               |                |                     |
| Économie et Gestion [1994]       | oui             | oui             | oui            | oui            | oui           | oui            | oui                 |
| Statistique [1996]               | oui             |                 |                |                |               |                |                     |
| Mécanique des structures [1996]  | oui             |                 |                |                |               | oui            |                     |
| Énergétique [2005]               | oui             |                 |                |                |               |                |                     |
| Génie civil [2008]               | oui             | oui             | oui            | oui            | oui           | oui            | oui                 |
| Réseaux et Télécom [2010]        | oui             |                 |                |                |               |                |                     |
| Électromécanique [2011]          | oui             |                 |                | oui            |               |                | oui                 |
| Génie des procédés [2014]        | oui             |                 |                | oui            |               | oui            | oui                 |

Les centres d’enseignement régionaux assurent les formations jusqu'à la licence (et, dans certains cas restreints, jusqu’à bac + 4 ; voir le tableau ci-dessus), les formations supérieures (d'ingénieur et de master) n'étant assurées qu'à Beyrouth.
Le recrutement des auditeurs se fait aussi bien au niveau bac qu’à tout niveau supérieur au bac (après un enseignement supérieur en formation initiale, par exemple) après un test de placement linguistique en français et en anglais. 
Les diplômes Cnam proposés et délivrés aux auditeurs de l’ISSAE - Cnam Liban sont :
- le RNCP (niveau III) : diplôme de niveau bac + 2, dans toutes les filières ;
- la licence (bac + 3) principalement en Finance, en Gestion, et en Statistique et dans certaines filières techniques ;
- le RNCP (niveau II) : diplôme de niveau bac + 4, dans toutes les filières ;
- le diplôme d’ingénieur (bac + 5) dans toutes les filières techniques ;
- le master (bac + 5) en Économie et Gestion (Management et Finance) et en Mathématiques financières.

Notons que, pour tous ces diplômes, l’expérience professionnelle du candidat (dans la spécialité ainsi que d’une durée et d’un niveau suffisants) constitue une condition nécessaire et obligatoire pour la délivrance du diplôme.

### Centre de Bikfaya
Le centre de Bikfaya (montagne du Metn au Liban), dit « le Cnam Bikfaya », a démarré en octobre 2007. Le Cnam Bikfaya est un institut universitaire d'enseignement continu et professionnel. Le Cnam Bikfaya délivre les diplômes RNCP III (bac + 2) et licence (bac + 3). À la rentrée 2011-2012, le diplôme RNCP II (bac + 4 : maîtrise) sera disponible dans quatre départements : l'informatique, l’économie et gestion, mécanique des structures et génie civil.
En 2011, 600 auditeurs sont inscrits dans 5 départements.